# ذات الأذرع الرأسية
ذات الأذرع الرأسية (الاسم العلمي: Chirocephalidae)، فصيلة روبيانيات من عديمات الدرقة، تتميز أعضاءها بفك علوي منخفض أو ضامر، أكثر من هُلبين على خمس دواخل، مقسمة فوق قدميات سالفة وحويصلات منوية منفصلة إلى حد بعيد. وهي تتألف من الأجناس الثمانية التالية، بما في ذلك الأجناس التي كانت موجودة سابقًا في فصائل Linderiellidae و Polyartemiidae:
- Artemiopsis G. O. Sars, 1897
- Branchinectella Daday de Dées, 1910
- Chirocephalus Prévost, 1820
- Dexteria Brtek, 1965
- Eubranchipus Verrill, 1870
- Linderiella Brtek, 1964
- Polyartemia Fischer, 1851
- Polyartemiella Daday de Dées, 1909